# JBCイヤー記念
JBCイヤー記念（じぇいびーしーイヤーきねん）は、2021年のみ金沢競馬場ダート1400mで施行されていた地方競馬の重賞競走である。
副賞は（一社）石川県馬主協会長賞、金沢競馬開催執務委員長賞であった。

## 概要
2021年11月3日に金沢競馬場で2度目のJBC競走が開催されることを記念して、本年に限り単発で行われた重賞である。

### 条件・賞金
出走条件
サラブレッド系4歳以上、金沢所属
負担重量
定量（56kg、牝馬2kg減）
賞金額
1着250万円、2着70万円、3着35万円、4着25万円、5着20万円。

## 歴代優勝馬
| 施行日        | 優勝馬             | 性齢 | 所属 | タイム | 優勝騎手 | 管理調教師 | 馬主     |
| ------------- | ------------------ | ---- | ---- | ------ | -------- | ---------- | -------- |
| 2021年4月11日 | ハクサンアマゾネス | 牝4  | 金沢 | 1:27.0 | 吉原寛人 | 加藤和義   | 河崎五市 |

### 各回競走結果の出典
- JBCイヤー記念 歴代優勝馬
- JBISサーチ
  - 2021年